# Ochelariță

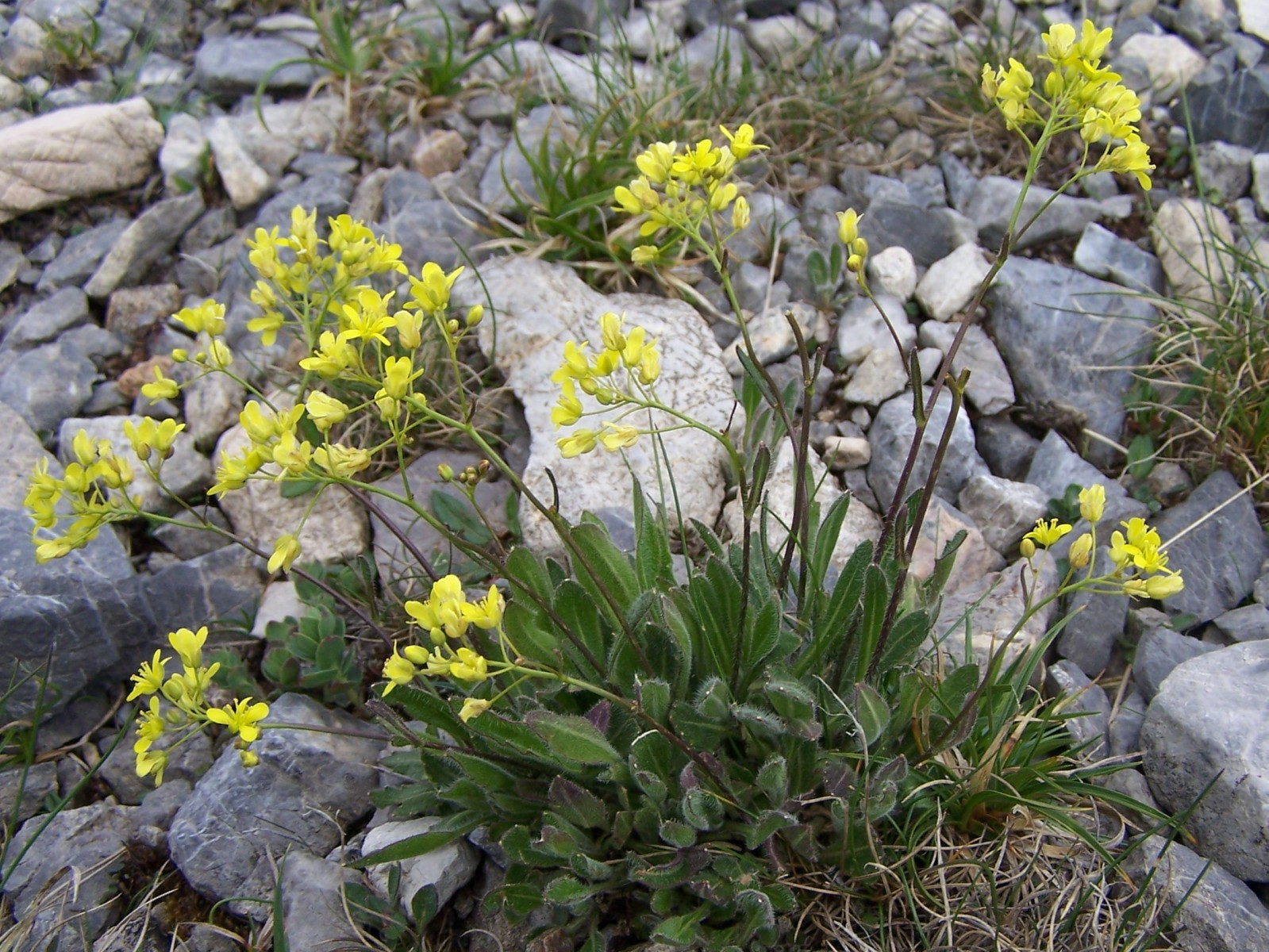
Ochelarița

Ochelarița (Biscutella laevigata) este o plantă perenă din familia Crucifere.

## Descriere
Tulpina are 100–250 mm, crește câteodată și în tufe. Tulpinele sunt mai multe la un loc și de obicei sunt ramificate în partea superioară. Frunzele de la baza tulpinii sunt așezate în rozetă, alungite, dințate sau întregi la vârf.
Florile sunt galbene, cu câte patru petale așezate în cruce. Codițele florilor sunt relativ lungi. Florile stau mai multe în partea de sus a tulpinii într-un buchet rar. Înflorește în lunile iunie-august.
Fructele au 40–70 mm lungime și 70–100 mm lățime. Fructele sunt caracteristice pentru forma lor de ochelari, de aici și denumirea plantei.

## Subspecii
- Biscutella laevigata  subsp. australis Raffaelli & Baldoin
- Biscutella laevigata  subsp. austriaca (Jord.) Mach.-Laur.
- Biscutella laevigata  subsp. hispidissima (Posp.) Raffaelli & Baldoin
- Biscutella laevigata  subsp. hungarica Soó
- Biscutella laevigata  subsp. kerneri Mach.-Laur.
- Biscutella laevigata  subsp. laevigata L.
- Biscutella laevigata  subsp. ossolana Raffaelli & Baldoin
- Biscutella laevigata  subsp. prinzerae Raffaelli & Baldoin
- Biscutella laevigata  subsp. varia (Dumort.) Rouy & Foucaud

## Răspândire
În România se găsește la munte prin pășuni, prin locuri uscate și pietroase.